# Circaea dubia
Circaea dubia là một loài thực vật có hoa trong họ Anh thảo chiều. Loài này được H.Hara mô tả khoa học đầu tiên năm 1936.